# Tesoro de los sicionios
El Tesoro de los sicionios (en griego antiguo: θησαυρὸς τῶν Σικυωνίων, romanizado: Thēsauros tōn Sikyōniōn) es un antiguo monumento griego construido dentro del santuario panhelénico de Delfos durante la primera mitad del siglo VI a. C.., en la época arcaica. Este edificio "cívico", consagrado y destinado a recibir las ofrendas votivas  de la ciudad-Estado griega de Sición, estaba construido en estilo dórico y tiene una planta canónica (estrictamente estandarizada). Se construyó con toba, se erigió sobre dos edificios anteriores: un tholos y un templo monóptero. Estos dos edificios, con sus elementos reutilizados, fueron descubiertos en los cimientos del tesoro durante las excavaciones realizadas a finales del siglo XIX y principios del XX.

## Ubicación y situación

Situación del tesoro de los sicionios en el plano de Delfos.
Época arcaica
Período clásico
Período helenístico
Período romano
1. Templo de Apolo ; 14. Tesoro de los atenienses ; 15. Tesoro de los sifnios ; 16. Tesoro de los sicionios ; 28. Columna de los naxios ; 29. Columna serpentina de Platea ; 33. Exedra de los reyes de Argos ; 40. Vía Sagrada.

En su descripción de Delfos, el escritor y geógrafo griego Pausanias sitúa y describe brevemente el tesoro de los sionios dentro del santuario panhelénico de la siguiente manera:
«Cerca de la ofrenda de los tarentinos está el tesoro de los sicionios: pero allí no podrás ver ya riquezas, ni en ningún otro de los tesoros. Los cnidios llevaron a Delfos imágenes de Tríopas, fundador de Cnido [...], de Leto, Apolo y Artemisa».

## Historia

### Construcciones
La complejidad de la historia de la construcción del tesoro de los sicionios, destinado a albergar exvotos de su ciudad-Estado dentro del santuario de Delfos, sugiere que el término "tesoro" puede englobar los tres edificios erigidos en la segunda mitad del siglo VI a. C. en el mismo emplazamiento - el tholos, el monóptero y el tesoro actual.

### Contexto histórico
La historia de la construcción de los tres edificios donados por los sicionios al santuario de Delfos se remonta a la contribución de Clístenes a la victoria de los Anfictionía délfica sobre la ciudad-Estado de Cirra durante la primera guerra sagrada (entre 600-590 a. C.).

## Arquitectura y descripción

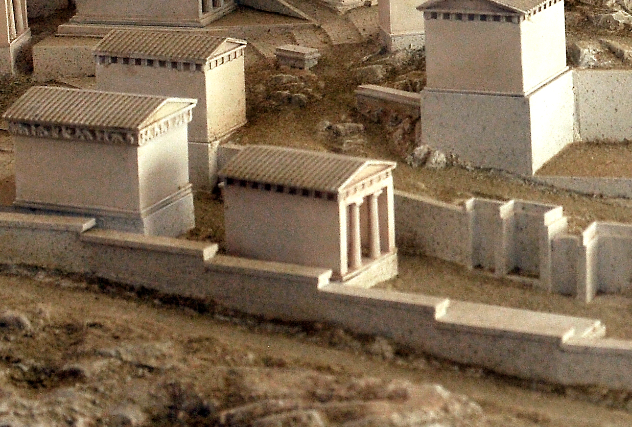
Reconstrucción del tesoro de los sicionios (visible en el centro), dentro del santuario de Delfos.

### El tholos
El tholos, construido hacia el 580 a. C., precede al monóptero y al tesoro. Este monumento se construyó probablemente a instancias de Clístenes, tirano de Sición, tras la primera guerra sagrada.. El edificio de culto tiene una base circular de 6,3 m, con una cella de 3,54 m de diámetro. El tholos presenta una columnata de trece columnas coronada por un arquitrabe, formando ambos elementos un conjunto arquitectónico de estilo dórico. La cella, de planta circular, está delimitada por muros aparejados de sillares que alcanzan una altura de 4,04 m de altura. Está atravesada por una puerta.

### El monóptero

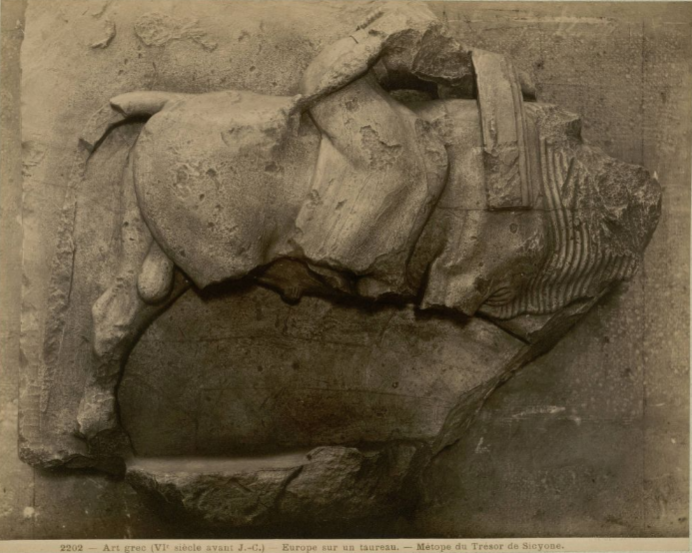
Metopa que puso al descubierto los cimientos del tesoro de los sicionios.

El monóptero mide 4 × 5 m. Tiene una columnata con 14 columnas diseñadas en un solo bloque y que se elevan hasta una altura de 2,78 m16,15. La parte superior, el entablamento, descansa enteramente sobre estas columnas, ya que el monóptero carece de paredes. El friso de su arquitrabe, datado hacia el 560 a. C., consta de 14 metopas, cada una adornada con una escena esculpida en bajorrelieve. Estas escenas encuentran su inspiración, su esencia y su eco en los temas heroicos griegos antiguos. La estructura del monóptero tiende a apoyar la hipótesis de que el edificio albergaba un exvoto, posiblemente la cuadriga utilizada por Clístenes durante su victoriosa carrera en los primeros Juegos Píticos, celebrados en Delfos en 582 a. C.

### El tesoro
El edificio es de estilo arquitectónico dórico, más exactamente "dístilo in antis El templo sicionio consta de un vestíbulo, seguido de una cella de planta cuadrada. La base de la cella era de toba, cuyos bloques se extraían de canteras situadas y explotadas entre los estados de Corinto y Sición.
Las dimensiones del tesoro de los sicionios, en sección horizontal, se determinaron mediante un proceso de reconstrucción arquitectónica que incluyó las juntas originales y el sillar que formaba el ángulo suroeste del edificio (ya desaparecido), en 8,27 x 6,24 m. Las dimensiones registradas para los cimientos y las hiladas del monumento antiguo son 8,286 m de largo y 6,28 m de ancho. Los bloques que componen las dos hileras de hiladas superiores del tesoro tienen características metrológicas equivalentes, midiendo cada uno aproximadamente 3 x 1,75 pies (un pie ~335 mm).